# 纳粹主义与斯大林主义的比较
一些研究者对纳粹主义与史达林主义进行了比较，这些研究者从两者的意识形态与政治制度寻找异同，寻求两种政权的联系，以及为何两者几乎在同一时期出现的问题。有关所有这些问题的答案已经被争论过。在20世纪，在纳粹主义与史达林主义的对比中聚焦于极权主义、意识形态和人性的话题。这两种制度被认为与西方自由主义水火不容，重在强调纳粹主义与史达林主义之间的相似性，同时两者间的差异被缩小。汉娜·阿伦特、卡尔·弗里德里希和兹比格涅夫·布热津斯基是对这一“极权主义”解读的著名拥护者。极权主义模式在1970年代被从现代化方面理解苏联的政治学家挑战，还有功能主义学派历史学者马丁·布罗萨特和汉斯·莫姆森，二者提出纳粹体制太混乱而不被认为是极权主义。被冷战期间政治学者的理论基础主导的史达林主义与纳粹主义的比较，现在接近于实证研究的基础，由于大量可以获得的信息。然而这仍然是被学术研究忽略的领域 。

## 史达林主义与纳粹主义的相似性

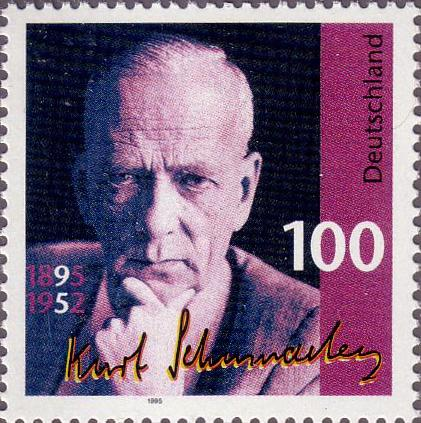
社会民主党领导人库尔特·舒马赫名言称共产党人是“红色纳粹党人”，而且两种运动使彼此获得权力成为可能。

虽然纳粹党在意识形态上反对共产主义，阿道夫·希特勒及其他纳粹领袖频繁表现出只有苏联是他们所能找到的革命和意识形态的同路者的认同。阿道夫·希特勒仰慕史达林和史达林主义，许多场合希特勒公开赞扬史达林，而且他明确评述史达林寻求清除苏联共产党中的犹太人影响，尤其是清洗列夫·托洛茨基、格里高利·季诺维耶夫、列夫·加米涅夫、卡尔·拉狄克之类的犹太人党员。

### 生命政治学
史达林主义与纳粹主义彼此强调乌托邦式生命政治学的重要性，尤其是在生殖方面。这一强调，并不是唯一的，在当时许多欧洲国家尝试优生学的情况下，而且史达林主义与纳粹主义的理想截然不同。关键的相似之处在于生育政策与国家意识形态目标的联系。然而两种制度之间的观点上有重大差异。史达林的苏联从不官方支持像纳粹那样做的优生学——苏联政府称优生学为“法西斯科学”——即使尽管事实上苏联有优生学家。同样两种制度对家庭与有偿劳动之间的关系有不同观点——纳粹主义提倡一个男性持家的家庭，而史达林主义提倡两个工薪阶层的家庭。
纳粹德国、苏联和法西斯義大利都高度集中于低出生率。苏联和纳粹德国的生育政策通过他们的医疗体系主管——两种制度都视医疗为发展他们设计的新社会的支柱。当时苏联从头设计公共医疗体系，纳粹德国基于德国从1883年起由奥托·冯·俾斯麦的法案发展起来的成为世界上第一个国家级公共医疗程序的已有的公共医疗体系。纳粹注重德国的医疗体系以推行纳粹在这方面的意识形态上的组成部分，并且把已有的志愿的和政府公益机关替换成新的迎合种族卫生及其他纳粹意识形态的成分的机关。
共产党在俄罗斯苏维埃社会主义联邦共和国于1920年随着俄罗斯优生学院的建立而接受优生学，次年建立苏联科学院优生局。

### 政治暴力和暴力社会
史达林主义与纳粹主义都在运用大规模暴力。史达林苏联与纳粹德国都运用国家机关领导集中营——苏联的NKVD和纳粹党卫军。两种体制都以排外思想为基础实行暴力反对少数族群——纳粹的排外暴力明目张膽但解释成反对“不合群的”元素，而史达林主义的排外暴力掩饰成反对“危害社会的”元素——那就是针对散居的民族的术语。
史达林的苏联和纳粹德国都是暴力社会，那里大规模暴力都受国家认可，如1937至1938年苏联大清洗和纳粹德国及其二战期间占领区的大屠杀。史达林苏联建立了包含有犯罪前科者、罪犯、无业流民、剥夺选举权者及“反阶级成分”在内的“危害社会的”或者“社会危险”者被驱逐进去的“特别定居点”。“特别定居点”大量设置在西伯利亚、北极、乌拉尔山区或其他不宜居住的地区。1933年7月，苏联以他们的种族划分为基础有效地大规模逮捕了5000名罗姆人，他们在那一月被驱逐到西西伯利亚的“特别定居点”。1935年，苏联逮捕了160,000无家可归的人和少年犯并把大多数送到NKVD劳改营实施强制劳动。
与纳粹主义相似，史达林主义事实上从1930年代到1950年代在苏联实行种族驱逐，有总共3百万苏联公民被处以基于种族的重新安置。第一次大的种族驱逐发生于1932年12月至1933年1月，其间60,000名库班哥萨克受整个集体的刑事指控为对抗社会主义与同乌克兰民族主义者同流合污。从1935年到1936年，苏联驱逐了居住在乌克兰西部的波兰裔和德裔苏联公民，以及苏芬边界上的芬兰裔苏联公民。1935年到1936年的这些驱逐影响了上万户家庭。从1937年9月到10月，苏联当局从远东地区把朝鲜人驱逐到日占朝鲜。苏联当局宣称这一地区是“日本人耕种的肥沃土壤”——意味着苏联怀疑朝鲜人可能暗中和日军联手统一日占朝鲜。超过170,000名朝鲜人从1937年9月到10月被驱逐到苏联中亚部分的偏远地区。这些基于种族的驱逐反应了史达林主义政策的基于意识形态领域的怀疑这些人对外国资本主义影响敏感，以及基于复兴的俄罗斯民族主义“苏联排外主义”新趋势。
1941年纳粹德国向苏联宣战后，苏联发起了另一个大规模的种族驱逐。第一个以苏联德意志人为目标，1941年9月至1942年2月间，900,000人——超过已有苏联德意志人社群的70%——在大规模行动中被驱逐到哈萨克斯坦和西伯利亚。第二波大规模的种族驱逐发生在1943年11月至1944年5月间，其中苏联当局驱逐六个族群（巴尔卡尔人、车臣人、克里米亚鞑靼人、印古什人、卡拉恰伊人和卡尔梅克人）计有900,000人。二战间及之后还有小规模涉及种族清洗和散居民族的行动，其中数万名克里米亚保加利亚人、希腊人、伊朗人、肯什人、库德人和麥斯赫特土耳其人从黑海和外高加索边境地区被驱逐。
两个少数民族受到史达林的苏联特别针对性的迫害，就是车臣人和印古什人。不像其他会被怀疑拥有外国国籍而与之相联系的民族，车臣人和印古什人完全是苏联本土民族。相反，苏联宣称这些人的文化不与作为一个整体的苏联相适应——像是因与“土匪主义”的联系而逮捕车臣人——并且宣称苏联必须介入以“再造”和“改革”他们的文化。事实上这意味着实行全副武装的惩罚性行动反对车臣“土匪”未能实现其强迫同化，导致苏联当局1944年做出大规模种族清洗行动从高加索逮捕超过500,000名车臣人和印古什人到中亚和哈萨克斯坦以“解除”车臣-印古什苏维埃自治共和国的俄罗斯少数民族（占人口30%）。对车臣人和印古什人的驱逐也造成上千人的彻底的大屠杀，以及针对被驱逐者的恶劣条件——他们被送进拆封的火车厢里，在乎没有任何食物的四周的行程里许多人因为饥饿和虚脱而死。

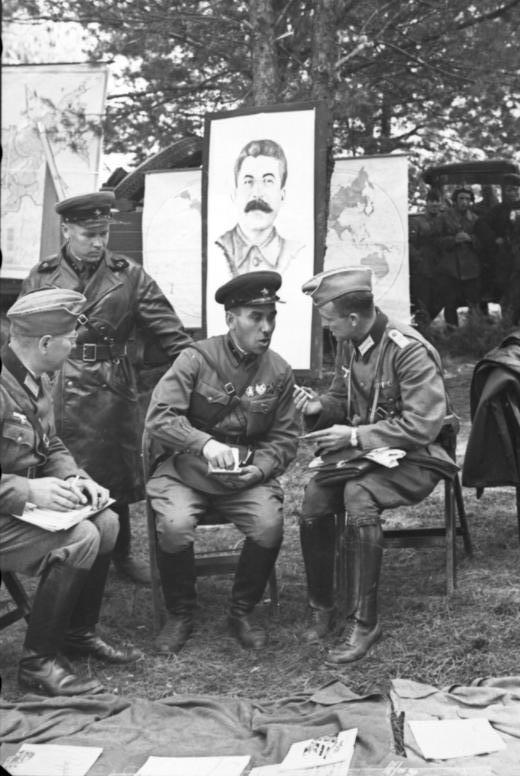
1939年纳粹德国和苏联瓜分波兰后纳粹德国把布列斯特控制權移交給苏联，期间在史达林像面前交談的德苏两国士兵。

纳粹和史达林主义的驱逐之间的主要不同在于：纳粹德国清洗种族以使德国人迁入被清洗的区域，史达林的苏联推行种族清洗为了从战略上重要的地区清除少数民族。

#### 集中营
恩斯特·诺尔特、安德烈亚斯·希尔格鲁贝尔及其他历史学家于1980年代的作品对比了阿道夫·希特勒和约瑟夫·史达林的政策，并且指出苏联和纳粹德国集中营体系的共同之处。
玛格丽特·布伯-诺伊曼在她从共产（1937-1940）和纳粹（1940-1945）集中营的回忆录中发现两者统治的方法非常相似。从拉文斯布吕克集中营被释放之后她总结了以下观察：
在希特勒和史达林的这些罪状之间，依我之见，只存在着数量上的差别。当然，共产主义作为思想一开始就是正面的，而且国家社会主义不再是正面的；的确，从它的起源及其开始后，犯罪就在其目的和程序之中。我不知道是否共产主义思想、理论已经包含了基本错误，或者仅仅是史达林领导下的苏联的实践背叛了原始的思想并在苏联建立起一种法西斯主义。
 — 在两个独裁者之下：史达林和希特勒的囚徒（300页，位置6456，Kindle版）

### 创造“新人”
史达林主义与纳粹主义都共用一种创造“新人”的意识形态的观点，都把“资产阶级”的世界定义为落伍的旧世界，而且都完全拒绝自由主义，以及个人权利和自由，在此他们追寻创建新的、思想褊狭的现代社会。对新人的这一观点在两者之间有所不同，史达林主义想像新人必然涉及全人类的解放——一个全球的和无民族性的目标，而纳粹想像新人是能在欧洲组织新的种族结构的优等民族。两种体系都大量运用政治宣传，还有史达林重塑新“苏联人”的尝试。

### 军国主义
史达林统治下的苏联和纳粹德国都展现出军国主义。都把重点放在创立“党军”，就此而言苏联的政治委员与1943年引入的“国家社会主义指导员”相当。

## 史达林主义与纳粹主义的不同

### 社会主义
历史学家柯南·费舍尔（Conan Fischer）指出被看作与形容词“国家”分不开的纳粹是在真挚的使用形容词“社会主义”，而且意味着那是优等民族的社会主义，而不是“下层社会和被压迫的寻求正义和平等权”的社会主义。然而两者意识形态都赞成“无产阶级国家”理论，列宁只是在它进入意大利后接受的。
再者，在希特勒出于“战术”原因慷慨激昂宣称带着社会主义陈词滥调的1920年党纲“不可动摇”的时候，事实上“许多党的程序的段落明显不过是在他们处于恶劣的困境并且认同激进甚至社会主义的口号的时候煽动性的吸引下层的情绪……例如，11点……12点……国有化……16点……公社化……投给仍在坚持的德雷克斯勒和菲德尔，他们明显很相信国家社会主义的‘社会主义’。”实际行动中，这类观点更多是口号，“其中大多数随着党获得权力而被遗忘……纳粹领导人自己后来就为有些人仍在坚持其中的一些而尴尬。”同时史达林坚持他的完成国家的国有化和公社化的实践。

## 两种方式的比较
两种体制的一些特性都被认为是两者的差异和相似之处。

### 两种制度的暴行
《共产主义黑皮书》中，共产主义研究学者斯特凡·库尔图瓦指出纳粹体制承袭了出自苏联的镇压体系，尤其是从古拉格体系，以及大清洗时期与纳粹政策相似的地方。库尔图瓦认为共产主义与纳粹主义是略有不同的极权主义体系。他声称“最近，试图把纳粹的大屠杀定义为唯一的暴行的对犹太人大屠杀的专注已经阻碍了其他发生在共产主义世界的可比较的级别的事件的评价”。库尔图瓦声称“对‘阶级’的清洗很可能相当于对‘种族’的清洗，而且在苏联饥荒中孩子的饿死”“等同于”华沙犹太区的犹太人儿童的饿死。
库尔图瓦的的观点受到安妮特·維維奧卡的反驳，他宣称库尔图瓦试图以共产主义的纪念替代纳粹罪行的纪念，并且取代纳粹暴行的解释。历史学家阿米亞·威拿（Amir Weiner）反对库尔图瓦的解释。他指出“第三帝国的四年灭绝机器，仅仅因为战败而终止，仍然超过其他任何灾害，即使在牺牲人数成为主要关注对象的时候”，而且俄国的农民“没有像纳粹世界的犹太人和其他种族类型那样的完全成为灭绝的目标”。威拿宣称纳粹和苏联的比较是有瑕疵的，因为“在史达林的继任者打开古拉格的大门的时候，他们允许3百万囚犯回家。当盟国解放纳粹死亡集中营的时候，他们发现上千瘦骨嶙峋的人苟延残喘等待着他们被不可避免的处死”。
经济学和共产主义研究学者斯蒂芬·罗斯非尔德使用术语“Red Holocaust”作为表示共产党政权镇压的术语。

## 有关这一比较的历史和学术成果
法西斯主义与共产主义，或者更确切的说是纳粹主义与史达林主义被相互比较有着很长时间的传统。1920年代，德国社会民主党（SPD）在党魁赫尔曼·穆勒的领导下，接受了“红色等于褐色”的观点，也就是说共产党和纳粹党表现出了对自由民主制的相同的威胁。1930年代，库尔特·舒马赫极好地评述了两种运动使彼此获得权力成为可能。他指出立场坚定的史达林主义的德国共产党是“涂成红色的纳粹党”。这一比较被苏联政府高度发展的社会法西斯主义理论和共产国际（包括德国共产党）影射，根据这个理论，社会民主主义是法西斯主义许多形式的一种，还有纳粹主义和其他意识形态。

### 《极权主义的起源》
汉娜·阿伦特代表作《极权主义的起源》（1951年），描述并分析了20世纪的两大极权主义运动，纳粹主义和共产主义。她总结纳粹主义和共产主义都是极权运动，寻求清除所有对国家权力的约束。

### 研究机构
有多个研究机构集中于对法西斯主义/纳粹主义与史达林主义/共产主义的分析，以及对比性的研究，包括德国汉娜·阿伦特极权主义研究所、捷克极权主义政权研究所和波兰国家纪念研究所。

## 在现代政治中
纳粹主义与史达林主义的比较长期引起政治争议，并导致1980年代德国历史学界的纠纷。
这一争自从苏联的倒台及欧盟向前苏联国家扩展以来仍在继续，产生了诸如欧洲良知和谴责共产主义罪行布拉格宣言及诸多与此相关的宣言，主要受到大多数受过史达林主义影响的欧盟成员国支持。
东欧剧变后，像欧盟和欧安组织之类的欧洲实体越来越把纳粹主义与史达林主义（或者有时是更广泛的法西斯主义与共产主义）看作是极权主义的两种可比较的形式。越来越多的努力把两者在纪念馆、公共纪念碑以及纪念日、纪念活动中联系起来。
2008年捷克政府发起并由瓦茨拉夫·哈维尔等人签署的欧洲良知和谴责共产主义罪行布拉格宣言，被称作“关于极权主义统治，尤其是共产主义统治罪行的共同接近方式”以及用于“全欧洲达到认识纳粹和共产极权统治都通过他们自己在他们系统性运用极端形式的恐怖、压制所有公民和人权自由、发动侵略战争和消灭和驱逐整个国家和人口中的群体作为他们的意识形态不可分割的一部分的政策中的骇人听闻的功过判断为毁灭性的；而且由此应该被认作是摧残20世纪的主要灾难”。
希腊共产党反对布拉格宣言并批判为“欧盟理事会、欧洲委员会和欧洲议会中的资产阶级政治人员主导的新升级的反共癔病。”不列颠共产党认为布拉格宣言“是反动历史学家的持续性的鞭尸尝试来给苏联共产主义和希特勒法西斯主义画上等号，英国作家乔治·奥威尔和罗伯特·康奎斯特旧的诽谤遥相呼应。”
“承认纳粹大屠杀唯一性”的欧安组织（OSCE）维尔纽斯宣言，称“20世纪欧洲国家经历了两大极权统治，纳粹和史达林主义，带来了种族清洗、人权及自由的侵犯、战争罪和危害人类罪。”《经济学人》指出“虽然俄罗斯抗议，史达林和希特勒一样邪恶”但是指出“辩论不会改变世界：议会仅仅是欧安组织56个成员一边的空谈俱乐部。其决议不具有法律约束力。”
2009年起，欧盟官方纪念歐洲史達林主義和納粹主義受害人紀念日，2008年由欧洲议会宣布，并于2009年由欧安组织批准，并被一些国家官方称作黑丝带日（包括加拿大）。
欧洲议会议长汉斯-格特·珀特林指出“两个极权主义体系（史达林主义和纳粹主义）都是相提并论且骇人听闻的”。
在一些东欧国家否认法西斯主义和共产主义的罪行已被明令禁止，而且捷克前外长卡雷尔·施瓦岑贝格指出“极权主义制度被相同的标准衡量存在根本上的忧虑”。然而，欧盟委员会拒绝了欧盟范围类似的法案请求，因为缺乏成员国的一致认同。
欧盟建立了最初由布拉格宣言提出的教育计划欧洲纪念和良心平台，以推进欧洲范围内对极权主义罪行的平等评估。一些欧盟成员国建立了政府机构和研究机构评估极权主义罪行的工作，描绘出了纳粹主义与史达林主义之间或法西斯主义与共产主义之间的平行线。这些包括捷克极权主义政权研究所、波兰国家纪念研究所、立陶宛纳粹及苏联占领统治罪行评估国际委员会和匈牙利恐怖之屋博物馆。欧洲议会所有党派参与的团体欧洲历史和解组建立以推动欧盟范围内公众了解所有极权主义统治的罪行。
俄罗斯立法机关接受的一份声明称纳粹主义与史达林主义的比较是“对所有反法西斯运动的老兵、纳粹大屠杀殉难者、集中营囚犯和上千万人……为了反抗纳粹反人类的种族理论的斗争中牺牲的生命的亵渎”。

### 引用
1. ↑  Geyer (2009). p. 18.
2. ↑  Geyer (2009). p. 16.
3. ↑  Geyer, p. 4-9
4. ↑  Geyer (2009). p. 7.
5. ↑  Geyer (2009). p. 5.
6. ↑  Lorenz, Chris "Broszat, Martin" pages 143-144 from The Encyclopedia of Historians and Historical Writing, Volume 1, edited by Kelly Boyd, London: Fitzroy Dearborn Publishers, 1999 page 143; Kerhsaw, Ian The Nazi Dictatorship Problems and Perspectives of Interpretation, London: Arnold Press, 2000 pages 45-46; Menke, Martin "Mommsen, Hans" pages 826-827 from The Encyclopedia of Historians and Historical Writing edited by Kelly Boyd, Volume 2, London: Fitzroy Dearborn Publishing, 1999
7. ↑  Geyer (2009). p. 19.
8. ↑  Giangreco, D.M and Griffin, Robert E. (1988) Airbridge to Berlin ---  The Berlin Crisis of 1948,  its Origins and Aftermath section reproduced in the Truman Presidential Library accessed 24 Aug 2013.
9. 1 2 3  Payne (1983)[錨點失效]. p. 103.
10. ↑  François Furet. Passing of an Illusion: The Idea of Communism in the Twentieth Century. Chicago, Illinois, USA; London, England, UK: 芝加哥大学出版社, 1999. ISBN 0-226-27340-7. Pp. 191-192.
11. ↑  François Furet. Passing of an Illusion: The Idea of Communism in the Twentieth Century. Chicago, Illinois, USA; London, England, UK: 芝加哥大学出版社, 1999. ISBN 0-226-27340-7. Pp. 191.
12. 1 2  Geyer (2009). p. 87.
13. ↑  Geyer (2009). p. 88.
14. ↑  Geyer (2009). p. 90.
15. ↑  Geyer (2009). pp. 83-97.
16. 1 2  Geyer (2009). p. 98.
17. ↑  Geyer (2009). pp. 98-99.
18. ↑  Geyer (2009). p. 102.
19. 1 2  Geyer (2009). p. 133.
20. ↑  Geyer (2009). p. 135.
21. ↑  Geyer (2009).Pp. 135, 139-151.
22. ↑  Geyer (2009).Pp. 139-140.
23. 1 2  Geyer (2009). p. 140.
24. ↑  Geyer (2009). p. 141.
25. ↑  Geyer (2009). pp. 157-158.
26. 1 2 3 4 5 6  Geyer (2009). p. 158.
27. ↑  Geyer (2009). pp. 158-159.
28. 1 2 3 4 5  Geyer (2009). p. 159.
29. ↑  Geyer (2009). pp. 159-160.
30. ↑  Geyer (2009). p. 160.
31. ↑  Geyer (2009). p. 161.
32. ↑  Thomas F. Banchoff. The German problem transformed: institutions, politics, and foreign policy, 1945-1995. 密歇根大学出版社, 1999. p.118
33. ↑  Margarete Buber-Neumann. . 2008. ISBN 978-1-84595-102-3.
34. ↑  原文：Between the misdeeds of Hitler and those of Stalin, in my opinion, there exists only a quantitative difference. To be sure, Communism as an idea was originally positive, and National Socialism never was positive; it was, since its origin and from its beginning, criminal in its aims and its programme. I don't know if the Communist idea, if its theory, already contained a basic fault or if only the Soviet practice under Stalin betrayed the original idea and established in the Soviet Union a kind of Fascism.
35. 1 2  Michael Geyer and Sheila Fitzpatrick. "The New Man in Stalinist Russia and Nazi Germany" by Peter Fritsche and Jochen Hellbeck, Beyond Totalitarianism: Stalinism and Nazism Compared. New York, New York, USA: 剑桥大学出版社, 2009. Pp. 302.
36. ↑  Heller, Mikhail. . Alfred A. Knopf. 1988. ISBN 978-0394569260.
37. ↑  Kolakowski, Leszek. . W. W. Norton & Company. 2008. ISBN 978-0393329438.
38. ↑  Michael Waller, Andrew Linklater. Political Loyalty and the Nation-State. London, England, UK; New York, New York, USA: Routledge, 2003. Pp. 76.
39. ↑  Conan Fischer, The Rise of the Nazis, 曼彻斯特大学出版社, 2002. ISBN 0-7190-6067-2. p. 53
40. 1 2  William L. Shirer. . Simon and Schuster. 1990: 41  [30 August 2011]. ISBN 0-671-72868-7.
41. ↑  Courtois, Stéphane (编). . 哈佛大学出版社. 1999. ISBN 0-674-07608-7.
42. ↑  Richard Joseph Golsan. French writers and the politics of complicity: crises of democracy in the 1940s and 1990s. JHU Press, 2006. p.150
43. ↑  Amir Weiner, Journal of Interdisciplinary History, Vol. 32, No. 3 (Winter, 2002), pp. 450-452
44. ↑  Möller, Horst. . Piper Verlag. 1999. ISBN 978-3-492-04119-5.
45. ↑  Rosefielde, Steven. . Routledge. 2009. ISBN 978-0-415-77757-5.
46. ↑  Adelheid von Saldern, The Challenge of Modernity: German Social and Cultural Studies, 1890-1960, 密歇根大学出版社 (2002), ISBN 0-472-10986-3, p. 78
47. ↑  Richter, Michael. . Besier, Gerhard; Stoklosa, Katarzyna  (编). . Mittel- und Ostmitteleuropastudien. Münster: LIT Verlag. 2006: 202. ISBN 3-8258-8789-8.
48. ↑  Horst Ehmke, Mittendrin: von der grossen Koalition zur deutschen Einheit, Rowohlt, 1994, ISBN 3-87134-089-8
49. ↑  Hannah Arendt. The Origins of Totalitarianism. Schocken Books, 1951
50. ↑  Kershaw pp3
51. ↑  Fleck, Christian. . Ashgate. 2008: 112. ISBN 978-0-7546-7540-2.
52. ↑  Lévy pp76
53. ↑  . Institute for Information on the Crimes of Communism. 3 June 2008  [28 January 2010]. （原始内容存档于2016-10-05）.
54. ↑  . 希腊共产党. 2011-02-03  [2011-05-16]. （原始内容存档于2013-06-02）.
55. ↑  . 不列颠共产党. 13 February 2010  [2011-05-16]. （原始内容存档于2019-06-11）.
56. ↑   (PDF). Parliamentary Assembly of the Organization for Security and Co-operation in Europe (OSCEPA). 29 June to 3 July 2009  [2011-05-14]. （原始内容 (PDF)存档于2016-12-30）.
57. ↑  . 经济学人. 9 July 2009  [22 January 2012]. （原始内容存档于2015-11-27）.
58. 1 2  . 欧洲议会.   [2011-05-10]. （原始内容存档于2011-05-13）.
59. ↑  Resolution on Stalin riles Russia （页面存档备份，存于）, BBC
60. ↑  Daniel Proussalidis. . Toronto Sun. 2011-08-23  [2011-08-23]. （原始内容存档于2017-04-11）.
61. ↑  . BNS. 2009-04-28  [2011-05-10]. （原始内容存档于2011-05-14）.
62. ↑  . Romea.cz.   [2011-05-10]. （原始内容存档于2012-03-14）.
63. ↑  Phillips, Leigh. . London: The Guardian. 2010-12-21  [17 May 2011]. （原始内容存档于2013-05-22）.
64. ↑  . Russia Today. 2010-10-24  [2015-04-13]. （原始内容存档于2018-08-25）.